# Francisco Linares García
Francisco Linares García (La Orotava, Tenerife, 13 de septiembre de 1959) es un político español, miembro de Coalición Canaria, y actual líder insular de su partido por Tenerife.   

## Biografía

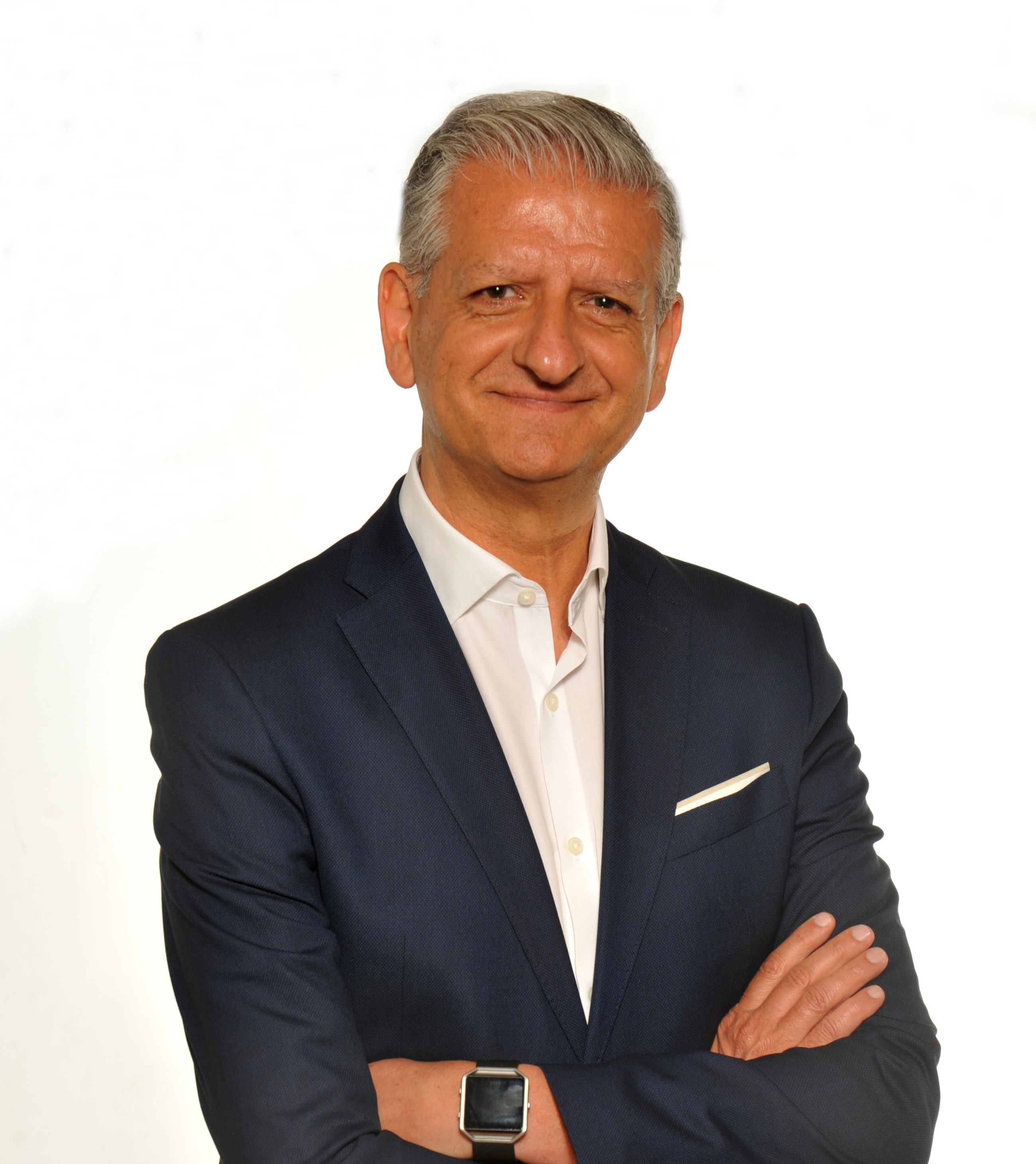
Francisco Linares García

Nacido en la Villa de La Orotava, desde temprana edad despertó en su persona la inquietud por la enseñanza, y así se declara profesor vocacional. Realizó sus estudios superiores en la Universidad de La Laguna donde obtuvo la Licenciatura en Geografía e Historia.
Ejerció la docencia durante varias décadas como Profesor de Secundaria y Bachillerato, así es Profesor Titular de Geografía e Historia, actualmente está en periodo de excedencia por desempeñar cargo público.
A lo largo de su trayectoria política ocupó el cargo de Primer Teniente de Alcalde del Ayuntamiento de La Orotava   asumiendo las Áreas de Educación, Cultura y Deportes durante varios mandatos.
En noviembre de 2013 es nombrado Alcalde de la Villa de La Orotava.
En 2015, 2019 y 2023 se presenta como Candidato a la Alcaldía de La Orotava, ganando las tres veces las Elecciones Locales por Mayoría Absoluta. 
En 2015 encabezó la Candidatura al Senado por la Isla de Tenerife.
En la actualidad y para la Legislatura 2023-2027 también es Diputado por Tenerife en el Parlamento de Canarias. 
En los Congresos Insulares de 2017 y de 2021 fue nombrado Secretario General Insular de Coalición Canaria por la Isla de Tenerife.
Desde el punto de vista profesional, al margen de su labor docente y política, Francisco Linares ha realizado diversos artículos de opinión en varios medios de comunicación. También ha realizado prólogos, salutaciones y presentaciones de numerosos libros que se han editado a lo largo de las últimas décadas. Tiene en su haber numerosos pregones y ha sido mantenedor de diversos actos educativos y culturales, locales e insulares.

## Responsabilidades actuales
- Alcalde- Presidente del Excmo. Ayuntamiento de la Villa de La Orotava
- Diputado por Tenerife en el Parlamento de Canarias.
- Presidente de la Comisión de Educación, Escuelas Infantiles, Cultura, Deportes, Juventud, Fiestas, Patrimonio Cultural, Participación Ciudadana, Bibliotecas, Archivo, Museos, Modernización, Administración Electrónica, Nuevas Tecnologías y Consumo del Ayuntamiento de La Orotava
- Presidente del Consejo Escolar Municipal del Ayuntamiento de La Orotava,
- Vicepresidente del Consorcio de El Rincón
- Miembro del Consorcio de Tributos de la Provincia de SC de Tenerife
- Secretario General Insular de Coalición Canaria de Tenerife.
- Vicepresidente de la Comisión de Educación, Formación Profesional y Deportes del Parlamento de Canarias.
- Portavoz de Coalición Canaria en los temas de Formación Profesional
- Miembro de la Comisión de Turismo y Empleo del Parlamento de Canarias.
- Portavoz de Coalición Canaria en los temas de Empleo.
- Miembro de la Comisión de Agricultura, Ganadería y Pesca.
- Portavoz de Coalición Canaria en los temas de Agricultura.
- Miembro de la Comisión de Discapacidad.

- Datos: Q47067521